# (GI)
(GI) es el primer y único álbum de estudio, perteneciente a la banda de punk rock estadounidense The Germs. 
A menudo, es citado como uno de los primeros discos de hardcore punk o una influencia a la misma; que fue lanzado en los Estados Unidos en octubre de 1979 por el sello independiente Slash Records. El material fue producido por la cantante Joan Jett (ex The Runaways).
El título del álbum es un acrónimo de "Germs Incognito", un nombre alternativo de la banda, que utilizaron para obtener fechas de concierto, cuando su reputación temprana les mantuvo fuera de los clubes de la zona de Los Ángeles, debido en parte, a los destrozos que el público y la misma banda provocaban. Después de la salida de (GI), la banda solo se llevaría a cabo una sesión más de grabación, para la banda sonora de la película de Al Pacino de Cruising  (1980). Un año después del lanzamiento del disco, el 7 de diciembre de 1980, el cantante Darby Crash se suicidó.

## Lista de canciones
Todas las canciones escritas y compuestas por Darby Crash y Pat Smear. 
| N.º | Título                  | Duración |  |
| 1.  | «What We Do Is Secret»  | 00:43    |  |
| 2.  | «Communist Eyes»        | 02:15    |  |
| 3.  | «Land of Treason»       | 02:09    |  |
| 4.  | «Richie Dagger's Crime» | 01:56    |  |
| 5.  | «Strange Notes»         | 01:52    |  |
| 6.  | «American Leather»      | 01:11    |  |
| 7.  | «Lexicon Devil»         | 01:44    |  |
| 8.  | «Manimal»               | 02:11    |  |
| 9.  | «Our Way»               | 01:56    |  |
| 10. | «We Must Bleed»         | 03:05    |  |

| Side two |                                                                          |          |  |
| N.º      | Título                                                                   | Duración |  |
| 11.      | «Media Blitz»                                                            | 01:29    |  |
| 12.      | «The Other Newest One»                                                   | 02:44    |  |
| 13.      | «Let's Pretend»                                                          | 02:34    |  |
| 14.      | «Dragon Lady»                                                            | 01:39    |  |
| 15.      | «The Slave»                                                              | 01:01    |  |
| 16.      | «Shut Down (Annihilation Man)» (en vivo)                                 | 09:40    |  |
| 17.      | «Caught in My Eye» (Solo aparece en la versión 2012 del CD y el casete.) | 03:25    |  |

## Personal
- Darby Crash (voz)
- Pat Smear (guitarra)
- Lorna Doom (bajo)
- Don Bolles (batería)